# Óscar Andrés Rodríguez Maradiaga
Óscar Andrés Rodríguez Maradiaga SDB (nascut el 29 de desembre de 1942) cardenal hondureny de l'Església Catòlica Romana. Actualment és l'arquebisbe de Tegucigalpa. President de Caritas Internacional, va presidir la Conferència Episcopal Llatinoamericana (CELAM) entre 1995 i 1999. Rodríguez va ser elevat al cardenalat el 2001. va ser el portaveu de la Santa Seu davant el Fons Monetari Internacional i el Banc Mundial sobre la qüestió del deute del Tercer Món. Va ser citat entre els possibles candidats per succeir el Papa Benet XVI quan aquest dimití el 2013.

## Biografia

### Inicis i ordenació
Rodríguez Maradiaga va néixer a Tegucigalpa a Hondures, el tercer de quatre fills d'Andrés Rodríguez Palacios i Raquel Maradiaga. De jove, somiava en tocar el saxofó en una orquestra de ball o en fer-se pilot d'aviació. Realitzà els seus estudis primaris i secundaris a l'Institut Salesià de Sant Miquel, graduant-se com a batxiller, i ingressà a la Congregació Salesiana el 3 de maig de 1961, poc abans de finalitzar la seva formació de magisteri.
Estudià filosofia i teologia al seminari, a més de música clàssica, la seva passió juvenil: té estudis de piano, saxofó, harmonia i composició, arribant a dirigir una orquestra al seminari major. Va obtenir els doctorats en filosofia per l'Institut Don Rua al Salvador, en teologia per la Universitat Pontifícia Salesiana de Roma i de teologia moral per la Universitat Pontifícia Lateranense. A més, és diplomat en psicologia clínica i psicoteràpia per la Universitat d'Innsbruck.
Entre 1963 i 1975 exercí l'ensenyança elemental i després va ser professor de química, física, música sacra a instituts salesians d'El Salvador, Honduras i Guatemala, i, finalment, de teologia moral i eclesiologia a l'Institut Teològic Salesià de Guatemala. Domina l'anglès, el francès, l'italià, l'alemany i el portuguès, a més del castellà; i té el títol de pilot aeronautic.
Va ser ordenat prevere el 28 de juliol de 1970 per l'arquebisbe Girolam Prigione a ciutat de Guatemala. Rodríguez Maradiaga va ser nomenat ajudant del bisbe a Tegucigalpa aquell mateix any. Va fer de rector durant 3 anys a la Universitat Francisco Marroquín des de 1975.

### Bisbe i Cardenal
El 28 d'octubre de 1978 Rodríguez va ser nomenat bisbe auxiliar de Tegucigalpa i bisbe titular de Pudentiana. Rebé la consagració episcopal el 9 de desembre de l'arquebisbe Gabriel Montalvo, amb els arquebisbes Héctor Santos Hernández i Miguel Obando servint com a co-consagrants. El 1981 va ser nomenat bisbe de Santa Rosa de Copán, càrrec que administrà fins al 1984. El 8 de gener 1993 va ser nomenat arquebisbe de Tegucigalpa. El papa Joan Pau II l'anomenà cardenal de Santa Maria della Speranza el 21 de febrer de 2001. Va ser el primer cardenal hondureny.
A més de les seves responsabilitats episcopals, actualment és el President de la Conferència Episcopal Hondurenya. Rodríguez va ser un dels cardenals electors que participaren en el conclave papal del 2005 que trià el Papa Benet XVI.
El cardenal Rodríguez va ser elegit el 5 de juny de 2007 com e nou President de Caritas Internacional pels membres de la Confederació de Caritas en la seva 18a Assemblea General, celebrada al Vaticà. El 24 de maig del 2011 tornà a ser elegit. Com a President, és el representant global de la Confederació de Caritas pels propers 4 anys.
Des de desembre de 2001 rep una pensió de 100.000 lempires mensuals del pressupost del President d'Hondures, especificat a l'Acuerdo Ejecutivo 046-2001 publicat el 7 de desembre de 2002 a La Gaceta.
El 2008 rebé el Premi Frankl de l'ajuntament de Viena pel seu compromís amb els pobres.
El 12 de juny del 2012 el cardenal Rodríguez Maradiaga va ser nomenat membre de la Congregació per a l'Educació Catòlica per un període de 5 anys, renovables.
El 12 i 13 de març 2013 participà en el conclave que elegí el Papa Francesc després de la renúncia de Benet XVI.
El 13 d'abril de 2013 va ser nomenat pel Papa Francesc, just un mes després de la seva elecció, conjuntament amb diversos cardenals més, per aconsellar-lo i per estudiar un pla per revisar la Constitució Apostòlica sobre la Cúria Romana, Pastor Bonus.

## D'altres
Són famoses les seves batalles contra la droga i la corrupció, que l'han obligat a anar escortat. A l'església llatinoamericana és generalment reconeguda la seva habilitat per combinar la modernitat amb la tradició. Als dies posteriors a l'atac contra Iraq finals de 2003 declarà que les veritables armes de destrucció massiva són la pobresa i la injustícia, que és necessari repensar els principis del dret internacional i que els països més petits, com els d'Hispanoamèrica no poden negociar com a vassalls d'un imperi.
És membre de la Congregació pel Clergat, del Consell Pontifici de Justícia i Pau, del Consell Pontifici per les Comunicacions Socials, de la Comissió Pontifícia per a l'Amèrica Llatina i del Consell Especial per a Amèrica de la Secretaria General del Sínode de Bisbes.
Rodríguez Maradiaga ha realitzat importants campanyes en defensa dels drets humans a Llatinoamèrica, així com per la condonació del deute extern i ha participat activament en negociacions de pau amb grups dissidents. Va ser l'enviat de la Santa Seu davant el Fons Monetari Internacional i el Banc Mundial per la qüestió del deute Tercer Món, i ha encoratjat els països a donar ajudes al desenvolupament.
El 2009 criticà al cantant porto-riqueny Ricky Martin per tenir dos fills bessons pel procediment de la burogació o ventre de lloguer, declarant que «és disminuir la dignitat de la persona humana, perquè una vida que comença no pot ser fruit d'un lloguer. […] És com si estiguessin criant bestiar.»
Afirmà que un polític que, públicament, doni suport a l'avortament s'excomunica a si mateix, i que no és qüestió de rebre o no la Comunió, car ja ha entrat en un seriós conflicte amb la comunió de la fe de l'Església.
El 2009, el cardenal Rodríguez Maradiaga es mostrà d'acord amb el Papa que els condons no poden ser de cap ajut real en la lluita contra la SIDA.
El cardenal Rodríguez Maradiaga, en una entrevista concedida al maig del 2002 a la publicació 30 Giorni, afirmà que per tal de distreure l'atenció de la crisi israeliano-palestina; els jueus influenciaren els mitjans per tal d'explotar l'actual controvèrsia sobre els abusos a menors realitzats per capellans catòlics. La Lliga Anti-Difamació se sentí ultratjada.

### Influència en el Cop del 2009 a Hondures
Rodríguez Maradiaga havia estat amic de Manuel Zelaya. El 2008 el criticà per fer servir diners públics per promoure els seus plans en canvi de fer-los servir per als pobres. Afirmà que «Érem bona amics. Però canvià dràsticament... va ser Chávez.»
L'Església, d'acord amb un portaveu, no donà el seu suport als plans per a un cop per part del president deposat Zelaya. En un discurs televisat, Rodríguez Maradiaga advertí que el retorn de Zelaya podria comportar un bany de sang. També demanà al nou govern que promogués la reconciliació nacional i que deixés de costat la revenja, la ira, la violència i la corrupció. A més, demanà a l'Organització d'Estats Americans que investiguessin tots els fets il·legals que havien tingut lloc durant el mandat de Zelaya. Posteriorment, Rodríguez Maradiaga acusaria a Zelaya de conspirar i col·laborar amb els líders del cop.

## Honors
Gran Creu amb Estrella i Banda de l'Orde del Mèrit de la República Federal d'Alemanya